# Liste der Biografien/Dap
Liste der Biografien |
Portal Biografien |
Personensuche
# |
A |
B |
C |
D |
E |
F |
G |
H |
I |
J |
K |
L |
M |
N |
O |
P |
Q |
R |
S |
T |
U |
V |
W |
X |
Y |
Z |
?
 
Da |
Db |
Dc |
Dd |
De |
Dg |
Dh |
Di |
Dj |
Dk |
Dl |
Dm |
Dn |
Do |
Dq |
Dr |
Ds |
Du |
Dv |
Dw |
Dy |
Dz
 
Daa |
Dab |
Dac |
Dad |
Dae |
Daf |
Dag |
Dah |
Dai |
Daj |
Dak |
Dal |
Dam |
Dan |
Dao |
Dap |
Daq |
Dar |
Das |
Dat |
Dau |
Dav |
Daw |
Dax |
Day |
Daz
Die Liste der Biografien führt alle Personen auf, die in der deutschsprachigen Wikipedia einen Artikel haben. Dieses ist eine Teilliste mit 41 Einträgen von Personen, deren Namen mit den Buchstaben „Dap“ beginnt.

## Dap

### Dapa
- Dapaah, Cecilia Abena, ghanaische Staatsministerin für öffentliche Arbeiten und Wohnungswesen
- Dapaah, Michael (* 1991), britischer Schauspieler, Komiker und Rapper
- Đapanović, Jasmina (* 1985), schwedisch-serbische Handballspielerin
- Dapayk (* 1978), deutscher DJ, Labelbetreiber und TechnoproduzentDapayk (* 1978)

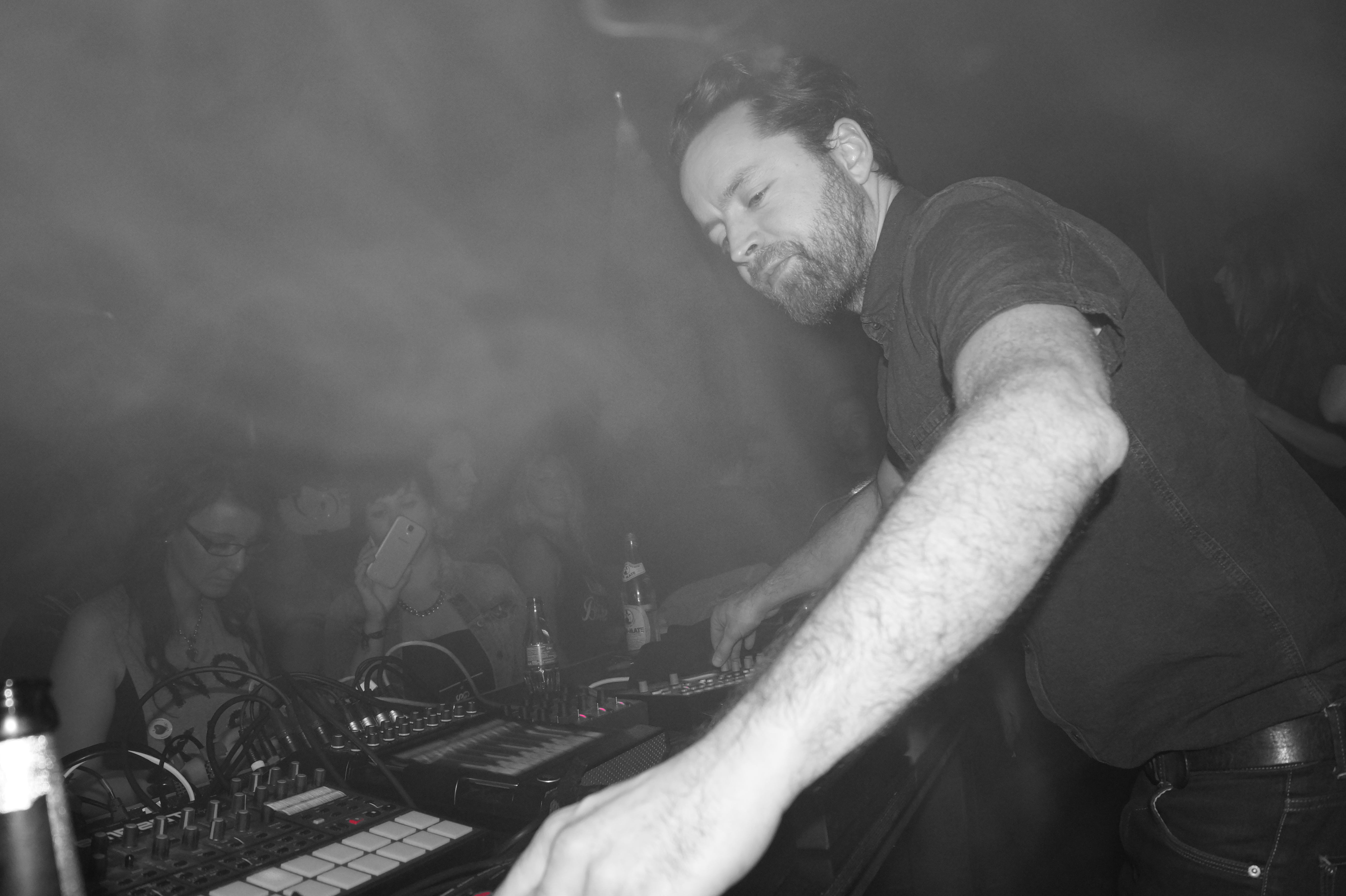
Dapayk (* 1978)

### Dapb
- Dapbang, Soraoat (* 2002), thailändischer Sprinter

### Dapc
- Dapčević, Tijana (* 1976), nordmazedonisch-serbische Pop-Sängerin

### Dape
- Dapena González, Pablo (* 1988), spanischer Triathlet

### Daph
- Daphi, Priska (* 1984), deutsche Soziologin
- Daphi, Ursula (1923–2013), deutsche Malerin
- Daphitas, antiker griechischer Grammatiker
- Daphné (* 1974), französische Sängerin und Komponistin des Nouvelle Chanson
- Daphtary, C. K. (* 1893), indischer Jurist

### Dapi
- Đapić, Anto (* 1958), kroatischer Politiker der kroatischen Partei der Rechte (HSP)
- Dapina, Raïssa (* 1995), französisch-senegalesische Handballspielerin

### Dapk
- Dapkūnaitė, Ingeborga (* 1963), litauische Schauspielerin
- Dapkutė, Iveta (* 1993), litauische Tennisspielerin

### Dapo
- Dapogny, James (1940–2019), US-amerikanischer Jazzpianist, Bandleader und Musikwissenschaftler
- Daponte, Jorge (1923–1963), argentinischer Formel-1-Fahrer
- Dapoz, Cassian (1874–1946), Südtiroler Maler und Bildhauer

### Dapp
- Dapp, Georg Gottfried (1720–1807), deutscher evangelischer Geistlicher, Prälat
- Däpp, Heinz (* 1942), Schweizer Journalist und Satiriker
- Dapp, Raymund (1744–1819), deutscher Theologe
- Dappah, Esther Obeng, Ministerin für Land, Wälder und Minen in Ghana
- Däppen, Peter (* 1950), Schweizer Curler
- Dapper, Carl von (1863–1937), deutscher Mediziner, Internist, Balneologe und Kurarzt
- Dapper, Olfert (1636–1689), niederländischer Mediziner, Geograf und Historiker
- Dapples, Édouard (1807–1887), Schweizer Politiker
- Dapples, Louis (1867–1937), Schweizer Manager
- Dapples, Sylvius (1798–1870), Schweizer Politiker
- D’Appolonia, Elio (1918–2015), US-amerikanischer Geotechniker
- Dapporto, Massimo (* 1945), italienischer Filmschauspieler
- Dappy (* 1987), britischer Grime-Musiker

### Dapr
- Dapra, Josef (1921–2018), österreichischer Fotograf, Theaterautor und Politaktivist
- Dapra, Regine (1929–2012), österreichische Malerin und Autorin
- Daprà, Simone (* 1997), italienischer Skilangläufer
- D’Aprano, Zelda Fay (1928–2018), australische Gewerkschafterin und Aktivistin
- Daprelà, Fabio (* 1991), Schweizer Fussballspieler
- Dapréla, Thibaut (* 2001), französischer Mountainbiker
- D’Aprile, Jakob (* 1996), deutscher Schauspieler, Theaterregisseur und Theaterautor
- D’Aprix Sweeney, Cynthia, US-amerikanische Schriftstellerin

### Dapu
- D’Apuzzo, Adam (* 1986), australischer Fußballspieler